# Punxeiras Baixas
Punxeiras Baixas (en gallego y oficialmente, As Punxeiras Baixas) es una aldea española situada en la parroquia de Ortoño, del municipio de Ames, en la provincia de La Coruña, Galicia.

## Demografía
| Gráfica de evolución demográfica de As Punxeiras Baixas entre 2000 y 2018 |
|                                                                           |
| Datos según el nomenclátor publicado por el INE.                          |